# Anthepiscopus zontaki
Anthepiscopus zontaki är en tvåvingeart som först beskrevs av Maksymilian Nowicki 1870.  Anthepiscopus zontaki ingår i släktet Anthepiscopus, ordningen tvåvingar, klassen egentliga insekter, fylumet leddjur och riket djur. Inga underarter finns listade i Catalogue of Life.